# Aralia sercowata
Aralia sercowata, dzięgława sercowata, bluszczownik sercowaty (Aralia cordata Thunb.) – gatunek rośliny z rodziny araliowatych. Pochodzi z Azji Południowo-Wschodniej: Japonia, Chiny, Korea, Tajwan, Wyspy Kurylskie, Sachalin.

## Morfologia

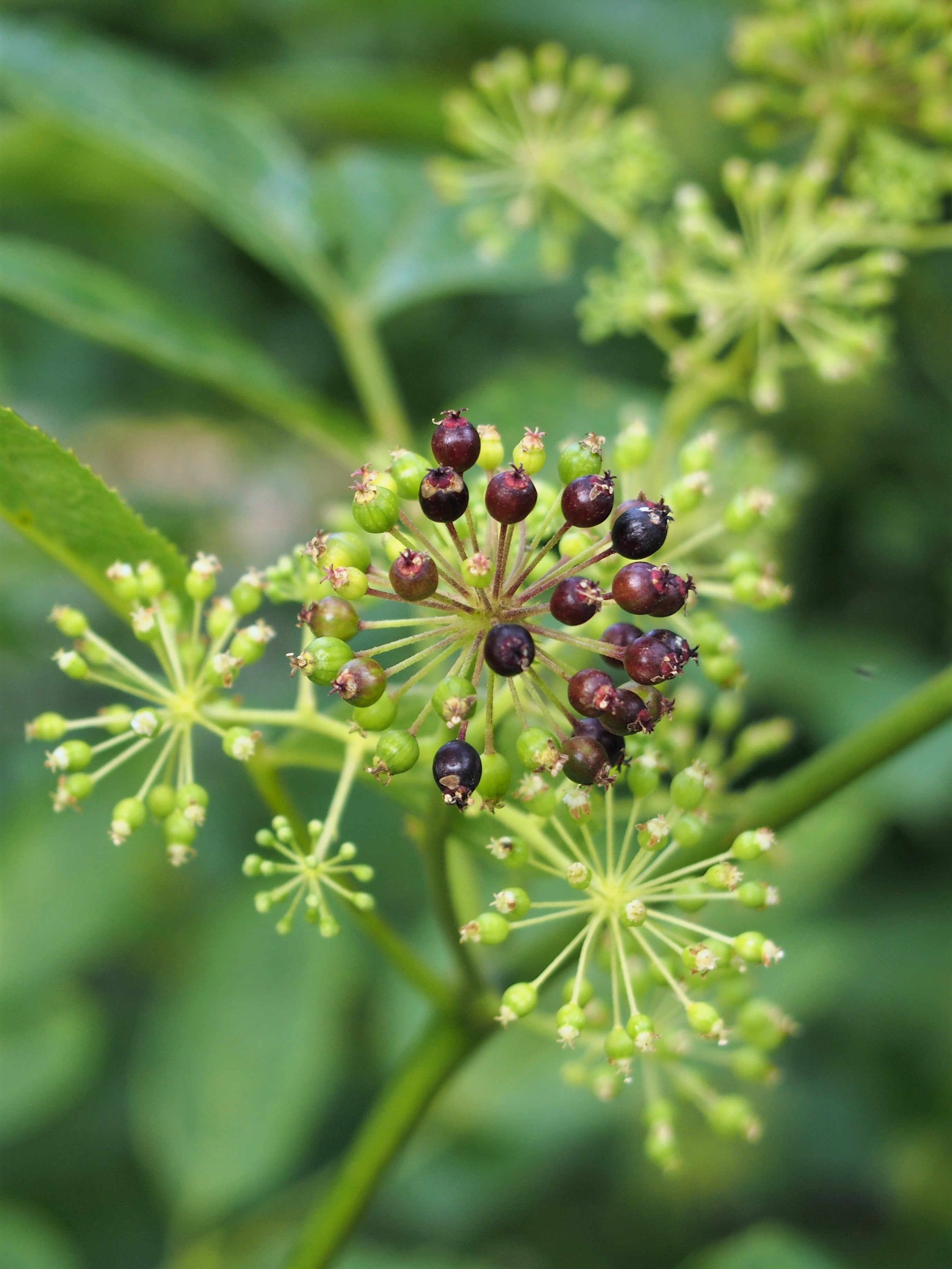
Owoce

Bylina dorastająca do 2–3 m wysokości. liście 2-3 krotnie pierzaste, złożone, do 15 cm długości i 8–10 szerokości. Kwiat drobny skupiony w baldachach. Owoc – drobna jagoda.

## Zastosowanie
Młode pędy używane na sałatki i jarzynę. Lokalnie z korzenia otrzymuje się leki ziołowe. Może być uprawiana w strefach mrozoodporności 4-10, a więc również w Polsce jest wystarczająco odporna na mróz.